# George Howard (7e comte de Carlisle)
Pour les articles homonymes, voir George Howard et Howard.
George William Frederick Howard (Westminster, 18 avril 1802 - château Howard, 5 décembre 1864), 7e comte de Carlisle, est un homme politique britannique.

## Biographie
Fils aîné de George Howard, il fait ses études à Eton et Christ Church (Oxford). En 1826, il accompagne son grand-père maternel, le duc de Devonshire dans l'Empire russe pour assister au couronnement de Nicolas Ier de Russie.
Député pour Morpeth (1826-1830), pour le Yorkshire (1830-1832) puis le Yorkshire de l'Ouest (1832-1841 et 1846-1848), membre du Conseil privé (1835), il entre à la Chambre des lords en 1848.
Secrétaire en chef pour l'Irlande dans le ministère de Lord Melbourne (1835-1841), commissaire des bois et forêts sous John Russell (1846-1850), chancelier du duché de Lancastre de 1850 à 1852 puis Lord lieutenant d'Irlande sous Lord Palmerston de 1855 à 1858 et de 1859 à 1864, il est fait chevalier de la Jarretière en 1855.
Lord Carlisle mourut célibataire à Castle Howard en décembre 1864, à l'âge de 62 ans, et fut enterré dans le mausolée familial. Son frère cadet, le révérend William George Howard, lui succède dans le comté.

## Hommage
Une colonne mémorielle est érigée par souscription publique en son honneur en 1869-1870 à Bulmer (Yorkshire du Nord).

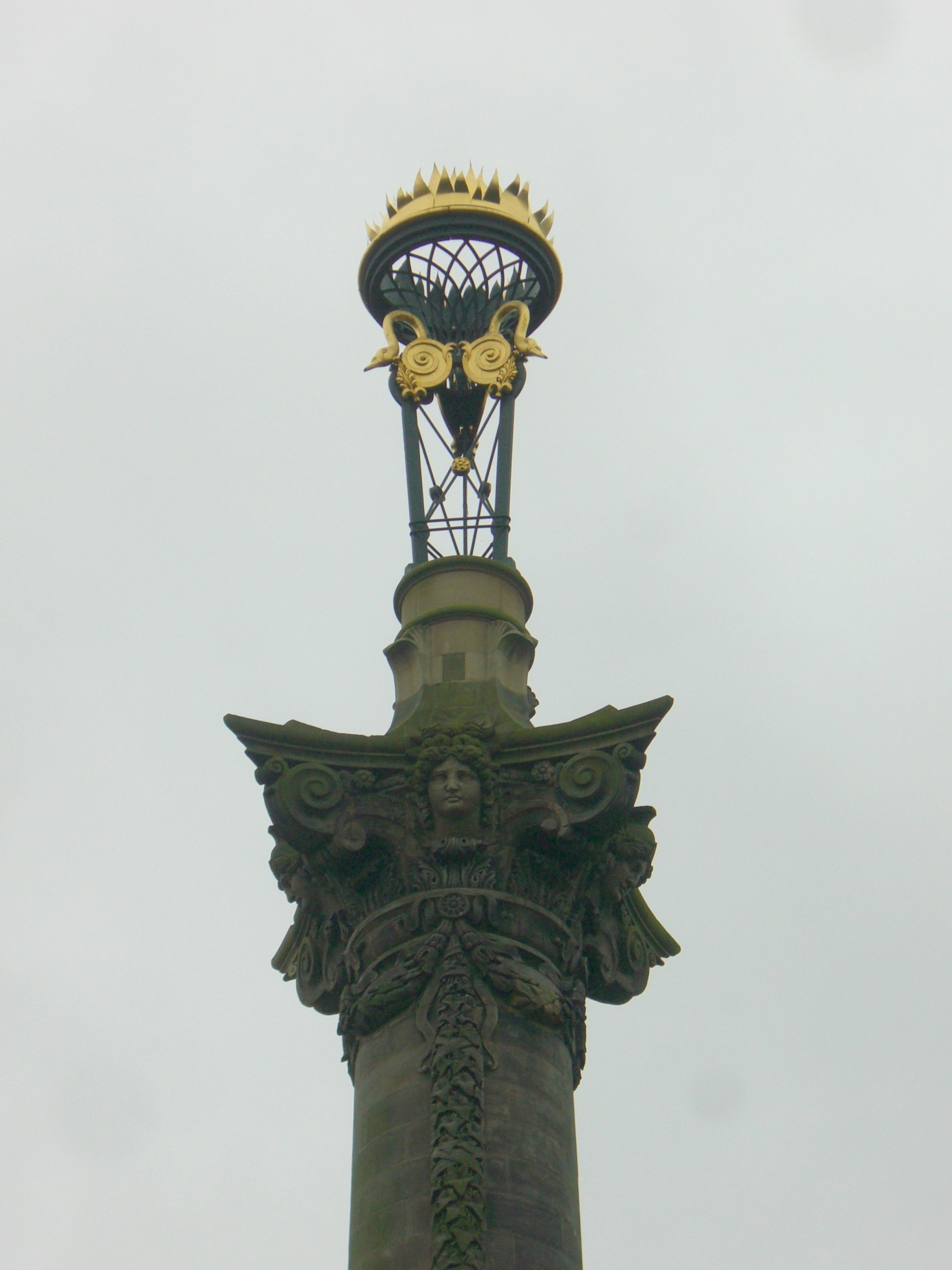
Obélisque en haut de la colline Bulmer
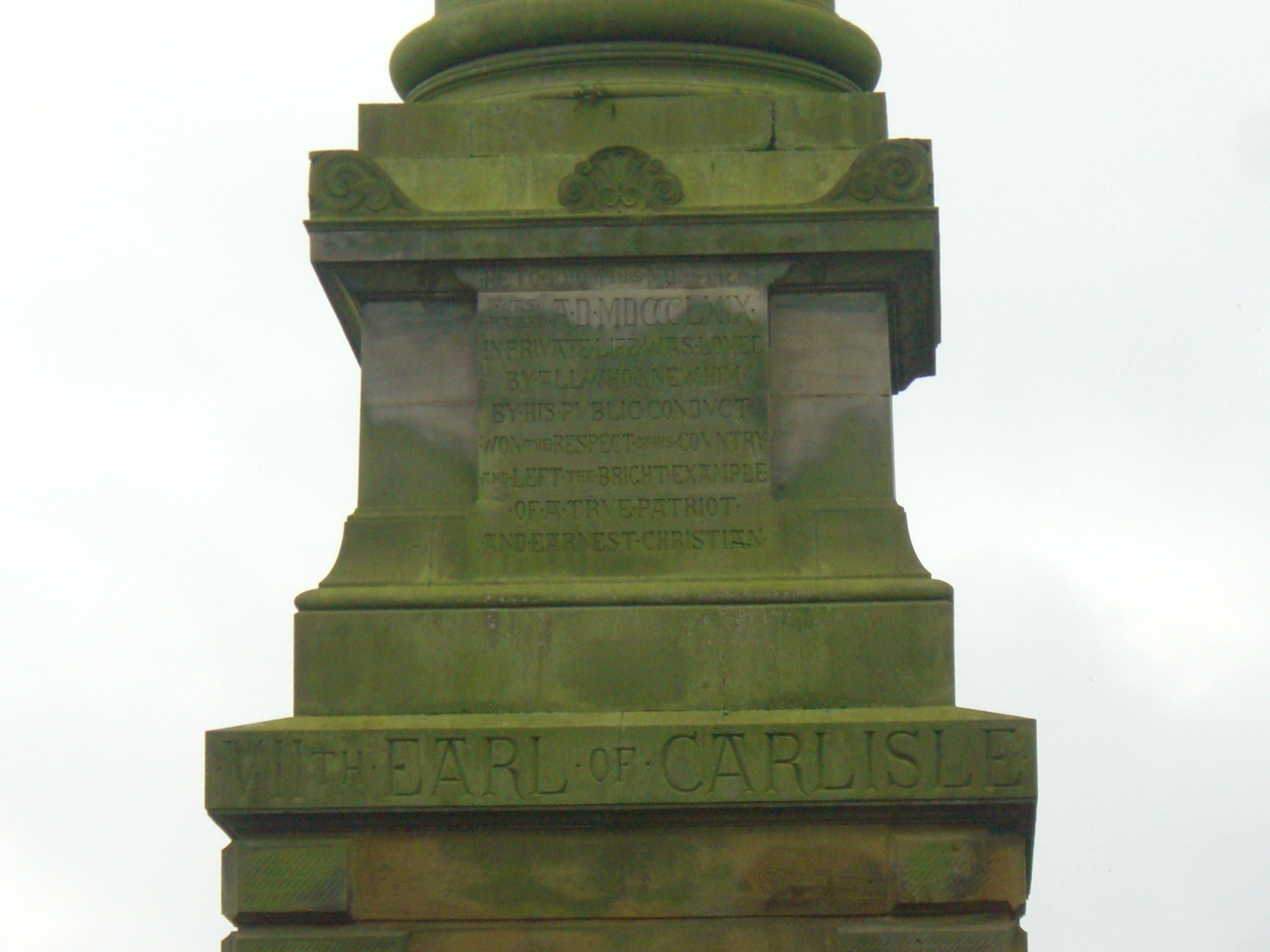
Inscription sur l'obélisque